# نهر السويب
نهر السويب هو أحد انهار العراق الصغيرة ومن الروافد المهمة المغذية لشط العرب، يقع شمال شرق محافظة البصرة ويمتد من هور الحويزة ويصب في شط العرب جنوب مدينة القرنة قاطعا مسافة 30كم. يتباين اتساع المجرى بمقدار 80-200 متر ويتباين عمقه بمقدار (0.9-8.75 متر). أهم روافد نهر السويب هو هور الحويزة الذي يرفده بحوالي (10- 70%) من المياه، كما يلتقي به نهر الميت قبل المصب ليرفده بمقدار 30-90%.يقدر معدل التصريف المائي العام للنهر بمقدار (142م3/ثانية) خلال الفترة الزمنية من 1978- 2007. مياه النهر معتدلة الملوحة (1300 ملغم/لتر) وصالحة للشرب والإنتاج الزراعي وملائمة لنمو الأسماك.
يساهم النهر في تغذية شط العرب بالمياه بمقدار (23.3%) من مجموع التصريف السنوي لشط العرب، ويعد مجراه بيئة ملائمة لنمو النباتات المائية كالقصب والبردي والجولان وتكاثر الأسماك وجذب الطيور المائية كالغطاس الصغير ودجاج الماء. للنهر أهمية في الزراعة إذ بلغت مساحة الأراضي المزروعة بمياهه 0.6 ألف هكتار للموسم الزراعي 2006-2007.